# Avaro-kachetská silnice
Avaro-kachetská silnice (rusky Аваро-Кахетинская дорога, gruzínsky ავარო-კახეთის გზა) je plánovaná silnice k vytvoření alternativního přechodu z Ruské federace do Gruzie k silnici E117 procházející Darialskou soutěskou. 
Spojení mezi dnešním Dagestánem a Gruzií existovalo od starověku. Obchodní cesta vedla od pobřeží Kaspického moře přes Velký Kavkaz historickým územím Didoetie na Blízký východ. V éře bývalého Sovětského svazu byla v provozu horská silnice, která spojovala obce Bežta a Achalsopeli. Tato cesta přestala být průjezdná po zániku Sovětského svazu v polovině devadesátých let dvacátého století. Od počátku dvacátého prvního století byla snaha k obnovení cesty, která vzala za své s konfliktem v Jižní Osetii v roce 2008. V roce 2014 vznikl z iniciativy ruské strany projekt Avaro-kachetská silnice. Práce započaly v témže roce. Záměr propojit novou komunikací Blízký východ s Ruskem je prezentován hospodářskými důvody. Na dokončení projektu Avaro-kachetská silnice má zájem především Arménie, která v případě napadení je odkázána na vojenskou pomoc Ruska. Gruzínská strana napojení na silnici ze svého území odmítá z důvodu bezpečnosti. Dagestán patří k vysoce militarizovaným územím Ruské federace s problémy uvnitř společnosti, k nimž patří vzestup islámského radikálního směru salafíja.